# Ngapakaldia
Ngapakaldia — вимерлий рід сумчастих дипротодонтидних, споріднених зі сучасними коалою й вомбатам. Розміром приблизно з вівцю, це була наземна травоїдна тварина, яка жила біля зарослих рослинністю берегів озер у Центральній Австралії під час пізнього олігоцену. Рід був заснований в 1967 році Р. А. Стіртоном при описі викопного виду Ngapakaldia tedfordi. Назва посилається на джерело типового матеріалу, озеро Нгапакалді в пустелі Тірарі в центральній Австралії. До роду належать два види: N. bonythoni та N. tedfordi.